# Liste der Kulturdenkmale in Nickern
Die Liste der Kulturdenkmale in Nickern umfasst sämtliche Kulturdenkmale der Dresdner Gemarkung Nickern.
Die Anmerkungen sind zu beachten.
Diese Liste ist eine Teilliste der Liste der Kulturdenkmale in Dresden. 

Diese Liste ist eine Teilliste der Liste der Kulturdenkmale in Sachsen.

## Legende
- Bild: Bild des Kulturdenkmals, ggf. zusätzlich mit einem Link zu weiteren Fotos des Kulturdenkmals im Medienarchiv Wikimedia Commons. Wenn man auf das Kamerasymbol klickt, können Fotos zu Kulturdenkmalen aus dieser Liste hochgeladen werden:
- Bezeichnung: Denkmalgeschützte Objekte und ggf. Bauwerksname des Kulturdenkmals
- Lage: Straßenname und Hausnummer oder Flurstücknummer des Kulturdenkmals. Die Grundsortierung der Liste erfolgt nach dieser Adresse. Der Link (Karte) führt zu verschiedenen Kartendiensten mit der Position des Kulturdenkmals. Fehlt dieser Link, wurden die Koordinaten noch nicht eingetragen. Sind diese bekannt, können sie über ein Tool mit einer Kartenansicht einfach nachgetragen werden. In dieser Kartenansicht sind Kulturdenkmale ohne Koordinaten mit einem roten bzw. orangen Marker dargestellt und können durch Verschieben auf die richtige Position in der Karte mit Koordinaten versehen werden. Kulturdenkmale ohne Bild sind an einem blauen bzw. roten Marker erkennbar.
- Datierung: Baubeginn, Fertigstellung, Datum der Erstnennung oder grobe zeitliche Einordnung entsprechend des Eintrags in der sächsischen Denkmaldatenbank
- Beschreibung: Kurzcharakteristik des Kulturdenkmals entsprechend des Eintrags in der sächsischen Denkmaldatenbank, ggf. ergänzt durch die dort nur selten veröffentlichten Erfassungstexte oder zusätzliche Informationen
- ID: Vom Landesamt für Denkmalpflege Sachsen vergebene, das Kulturdenkmal eindeutig identifizierende Objekt-Nummer. Der Link führt zum PDF-Denkmaldokument des Landesamtes für Denkmalpflege Sachsen. Bei ehemaligen Kulturdenkmalen können die Objektnummern unbekannt sein und deshalb fehlen bzw. die Links von aus der Datenbank entfernten Objektnummern ins Leere führen. Ein ggf. vorhandenes Icon  führt zu den Angaben des Kulturdenkmals bei Wikidata.

## Liste der Kulturdenkmale in Nickern
| Bild                                    | Bezeichnung                                                                      | Lage | Datierung                                              | Beschreibung | ID       |
| --------------------------------------- | -------------------------------------------------------------------------------- | --- | ------------------------------------------------------ | --- | -------- |
| Weitere Bilder                          | Wohnhaus in offener Bebauung (Häusleranwesen)                                    | Alter Postweg 2 (Karte)                                                                                    | M. 19. Jh. (Wohnhaus)                                  | zweigeschossiges Häusleranwesen mit steilem Satteldach über abgewinkeltem Grundriss, Zwillingsfenstern und nördlichem turmartigen Anbau, Zeugnis der historischen Dorfstruktur, baugeschichtlich und ortsgeschichtlich von Bedeutung | 09215773 |
| Weitere Bilder                          | Sämtliche Stütz- und Einfriedungsmauern im Bereich des ehemaligen Dorfes Nickern | Alter Postweg 4                                                                                            | 18. Jh. (Stützmauer)                                   | Bruchsteinmauerwerk aus Sandsteinen, baugeschichtlich und ortsbildprägend von Bedeutung | 09215779 |
| Weitere Bilder                          | Sämtliche Stütz- und Einfriedungsmauern im Bereich des ehemaligen Dorfes Nickern | Altnickern 6 (bei)                                                                                         | 18. Jh. (Stützmauer)                                   | Bruchsteinmauerwerk aus Sandsteinen, baugeschichtlich und ortsbildprägend von Bedeutung | 09215779 |
|                                         | Wohnhaus in offener Bebauung                                                     | Altnickern 10 (Karte)                                                                                      | um 1800 (Wohnhaus)                                     | giebelständiges Gebäude mit massivem Erdgeschoss und Satteldach, Obergeschoss Fachwerk, Gefache mit Lehmziegeln, verputzt, charakteristisches Beispiel der ehemaligen Dorfstruktur Nickerns, ortsgeschichtlich von Bedeutung, als Zeugnis ländlicher Architektur und Volksbauweise auch architekturhistorisch wertvoll | 09218829 |
|                                         | Wohnhaus in offener Bebauung                                                     | Altnickern 11 (Karte)                                                                                      | um 1800 (Wohnhaus)                                     | giebelständiges Fachwerkhaus mit Satteldach und verputztem massivem Erdgeschoss, eines der wenigen noch vorhandenen Zeugnisse der ehemaligen Dorfstruktur Nickerns, baugeschichtlich und ortsgeschichtlich von Bedeutung | 09218819 |
|                                         | Inschrifttafel                                                                   | Altnickern 12 (Karte)                                                                                      | bez. 1605 (Inschrifttafel)                             | ehemals in eine Mauer integriert, z. Z. als Leihgabe im Schloss Nickern, ortsgeschichtlich von Bedeutung | 09212053 |
| Weitere Bilder                          | Sämtliche Stütz- und Einfriedungsmauern im Bereich des ehemaligen Dorfes Nickern | Altnickern 12                                                                                              | 18. Jh. (Stützmauer)                                   | Bruchsteinmauerwerk aus Sandsteinen, baugeschichtlich und ortsbildprägend von Bedeutung | 09215779 |
| Weitere Bilder                          | Sämtliche Stütz- und Einfriedungsmauern im Bereich des ehemaligen Dorfes Nickern | Altnickern 13                                                                                              | 18. Jh. (Stützmauer)                                   | Bruchsteinmauerwerk aus Sandsteinen, baugeschichtlich und ortsbildprägend von Bedeutung | 09215779 |
| Weitere Bilder                          | Wohnhaus in offener Bebauung                                                     | Altnickern 15 (Karte)                                                                                      | 1. H. 19. Jh. (Wohnhaus)                               | giebelständiges Häusleranwesen (ohne rückwärtigen, eingeschossigen Anbau), Satteldach, charakteristisches Zeugnis der ehem. Dorfstruktur, baugeschichtlich und ortsgeschichtlich von Bedeutung | 09218505 |
| Weitere Bilder                          | Wohnstallhaus, Seitengebäude, Scheune und Torpfeiler eines Vierseithofes         | Altnickern 16 (Karte)                                                                                      | M. 18. Jh. (Wohnstallhaus)                             | letztes verbliebenes Gehöft im alten Dorfkern Nickerns, zudem beeindruckende ländliche Bauten, Wohnhaus, massiver Bau über L-förmigen Grundriss mit Krüppelwalmdach, Seitengebäude, Fachwerk mit Krüppelwalmdach, kompakte Scheune mit Zwillingsfenstern und Fledermausgaupen, baugeschichtlich und ortsentwicklungsgeschichtlich von Bedeutung | 09212052 |
| Direkt Bild zu diesem Denkmal hochladen | Stützmauer                                                                       | Altnickern 18 (Karte)                                                                                      | Mitte 19. Jahrhundert                                  | Bruchsteinmauerwerk aus Sandsteinen, baugeschichtlich und ortsbildprägend von Bedeutung | 09306887 |
| Weitere Bilder                          | Sämtliche Stütz- und Einfriedungsmauern im Bereich des ehemaligen Dorfes Nickern | Altnickern 21                                                                                              | 18. Jh. (Stützmauer)                                   | Bruchsteinmauerwerk aus Sandsteinen, baugeschichtlich und ortsbildprägend von Bedeutung | 09215779 |
| Weitere Bilder                          | Sämtliche Stütz- und Einfriedungsmauern im Bereich des ehemaligen Dorfes Nickern | Altnickern 22                                                                                              | 18. Jh. (Stützmauer)                                   | Bruchsteinmauerwerk aus Sandsteinen, baugeschichtlich und ortsbildprägend von Bedeutung | 09215779 |
|                                         | Inschrifttafel in Stützmauer                                                     | Altnickern 23 (Karte)                                                                                      | bezeichnet 1609 (Inschrifttafel)                       | gut 400 Jahre alt, von besonderer ortsgeschichtlicher von Bedeutung | 09215777 |
| Weitere Bilder                          | Sämtliche Stütz- und Einfriedungsmauern im Bereich des ehemaligen Dorfes Nickern | Altnickern 23                                                                                              | 18. Jh. (Stützmauer)                                   | Bruchsteinmauerwerk aus Sandsteinen, baugeschichtlich und ortsbildprägend von Bedeutung | 09215779 |
| Weitere Bilder                          | Obelisk auf polygonalen Unterbau                                                 | Altnickern 28 (Karte)                                                                                      | um 1920 (Gedenkstein)                                  | Gedenkstein für Bombenopfer des 13. Februar 1945, ortsgeschichtlich bedeutend | 09299745 |
| Weitere Bilder                          | Schloss Nickern                                                                  | Altnickern 36 (Karte)                                                                                      | bezeichnet 1693 (Schloss (Rittergut))                  | Zweigeschossiges Herrenhaus über rechteckigem Grundriss, von fünf unregelmäßigen Achsen, mit Walmdach und Turm in Eckstellung (letzterer in barockisierenden Formen) sowie rückwärtiger dreigeschossiger Anbau über U-förmigem Grundriss; zweigeschossiger Bau über rechteckigem Grundriss, von fünf unregelmäßigen Achsen, mit Walmdach und Turm in Eckstellung (letzterer in barockisierenden Formen) sowie rückwärtiger dreigeschossiger Anbau über U-förmigem Grundriss, als Schlossbau zumeist aus dem späten 17. Jahrhundert und eines der ältesten Gebäude auf dem Stadtgebiet Dresdens, baugeschichtlich und ortsgeschichtlich bedeutend | 09212051 |
| Direkt Bild zu diesem Denkmal hochladen | Sämtliche Stütz- und Einfriedungsmauern im Bereich des ehemaligen Dorfes Nickern | Altnickern 36 (neben)                                                                                      | 18. Jh. (Stützmauer)                                   | Bruchsteinmauerwerk aus Sandsteinen, baugeschichtlich und ortsbildprägend von Bedeutung | 09215779 |
|                                         | Wohnstallhaus und Hintergebäude eines ehemaligen Gutes                           | Am Geberbach 1 (Karte)                                                                                     | 1719 Dendro (Bauernhaus), bezeichnet 1840 (Hinterhaus) | ursprünglich wohl Beigut von Schloss Nickern, Hauptbau mit Fachwerk im Obergeschoss und Satteldach, Seitengebäude schlicht, Anlage baugeschichtlich und ortsgeschichtlich sowie ortsbildprägend von Bedeutung Wohnstallhaus eines spätmittelalterlichen Dreiseithofes. Die aktuellen Gebäude wurden um 1720 errichtet auf Basis und unter Verwendung von Teilen von Vorgängerbauten. Die Keller wurden komplett von den Vorgängerbauten übernommen. Unter dem Hinterhaus befindet sich ein zweigeschossiger Lagerkeller. Ebenfalls vorhanden: ein Brunnen (15 m) und eine Zisterne. Verwendung vermutlich als Vorwerk.                           | 09215778 |
|                                         | Wohnhaus in offener Bebauung (Häusleranwesen)                                    | Am Geberbach 2 (Karte)                                                                                     | M. 19. Jh. (Wohnhaus)                                  | ehem. Häuslerhaus (ohne Anbau) mit Satteldach, charakteristisches Beispiel der ehemaligen Dorfstruktur Nickerns, baugeschichtlich und ortsgeschichtlich von Bedeutung | 09215774 |
|                                         | Wohnhaus und Nebengebäude in offener Bebauung                                    | Am Geberbach 7 (Karte)                                                                                     | bezeichnet 1852 (Wohnhaus)                             | zweigeschossiges Wohnhaus mit Satteldach und bezeichnetem Türstock, eingeschossiges Nebengebäude (wohl Werkstatt), typisches Beispiel der ländlichen Wohnbebauung zur 2. Hälfte des 19. Jahrhunderts, baugeschichtlich und ortsgeschichtlich von Bedeutung | 09212054 |
| Weitere Bilder                          | Wegestein mit Schaft, Inschrift und markanter Kopfgestaltung                     | Dohnaer Straße (Karte)                                                                                     | 2. V. 19. Jh. (Wegestein)                              | bedeutend für Verkehrsgeschichte | 09300889 |
|                                         | Wohnhaus und Seitengebäude eines Bauernhofes                                     | Gaustritzer Straße 11 (Karte)                                                                              | M. 19. Jh. (Wohnhaus), M. 19. Jh. (Bauernhof)          | massives Wohnhaus mit Satteldach und Zwillingsfenstern, eines der letzten Zeugnisse der Dorfstruktur Nickerns, baugeschichtlich und ortsgeschichtlich von Bedeutung | 09212055 |
| Weitere Bilder                          | Kaserne                                                                          | Heinz-Bongartz-Straße 8; 8a; 8b; 10; 12; 14; 14a; 14b; 14c; 14d; 16; 18; 20; 22; 22a; 22b; 22c; 24 (Karte) | um 1938 (Kaserne)                                      | heute Wohnhäuser, eindrucksvoller Gebäudekomplex über kammartigem Grundriss mit rückwärtigen Flügeln, die sich um vier, nach Süden offene, Innenhöfe gruppieren, eine Hofseite jeweils durch Arkaden geöffnet, für die Architektur der 1930er Jahre typische traditionalistische (heimattümelnde) Architektur mit rechteckigen Baukörpern, Lochfassaden, Satteldächern, Natursteinsockeln und hervorgehobenen Eingangsbereichen, baugeschichtlich, militärgeschichtlich und ortsgeschichtlich bedeutend (siehe auch Nickerner Platz 1 und 2). | 09217447 |
| Weitere Bilder                          | Kaserne                                                                          | Nickerner Platz 1; 2 (Karte)                                                                               | um 1938 (Kaserne)                                      | heute Wohnhäuser, eindrucksvoller Gebäudekomplex über kammartigem Grundriss mit rückwärtigen Flügeln, die sich um vier, nach Süden offene, Innenhöfe gruppieren, eine Hofseite jeweils durch Arkaden geöffnet, für die Architektur der 1930er Jahre typische traditionalistische (heimattümelnde) Architektur mit rechteckigen Baukörpern, Lochfassaden, Satteldächern, Natursteinsockeln und hervorgehobenen Eingangsbereichen, baugeschichtlich, militärgeschichtlich und ortsgeschichtlich bedeutend (siehe auch Nickerner Platz 1 und 2). | 09217447 |

## Ausführliche Denkmaltexte
1. 1 2  
Bei dem langgestreckten Kasernenkomplex, kurz vor 1940 entstanden, handelt es sich um einen baukünstlerisch und städtebaulich hervorgehobenen Militärbau aus der NS-Zeit. Bauten der Luftwaffen wurden oft etwas aufwendiger errichtet – vergleiche mit der ehem. Luftkriegsschule Klotzsche. Zwischen den rückwärtigen Flügeln der Anlage liegen vier Höfe, die von Arkadenbögen aufgelockert werden. An der Vorderfront setzen ein langer, von Holzbalken getragener Gang und ein markanter Turmanbau gestalterische Akzente. Ansonsten sind die ein- bis dreigeschossigen Häuser ganz in den Formen des damals offiziell propagierten Traditionalismus ausgeführt. Traditionelle zumeist rechteckige Bauten mit Walm- oder Satteldächern, einfachen Lochfassaden, bereichert durch Stichbogenöffnungen, Klappläden, sorgfältig gearbeiteten Sprossenfenster und steinsichtige „wehrhafte“ Sockelzonen wurden als besonders national und deutsch empfunden. Für sie galt die heimische Architektur nach 1800 – insbesondere Goethes Gartenhaus in Weimar – ein rechteckiger Bau mit hohem Walmdach, einfacher Lochfassade und Weinspalier – als vorbildlich. Im innern haben sich noch zwei originale Stuckdecken und ein Treppenhaus aus der Entstehungszeit erhalten. Abgesehen von seiner baukünstlerischen und städtebaulichen Bedeutung ist die ehemalige Luftwaffenkaserne auch ein militärhistorisches Zeugnis.